# Heinz Brenner (Schriftsteller)
Heinrich Brenner, genannt Heinz Brenner (* 10. April 1900 in Nürnberg; † 8. Juni 1981 in Samos, Griechenland) war ein deutscher Schriftsteller, Dramaturg, Theaterschauspieler und -regisseur.

## Leben
Heinz Brenner wuchs hauptsächlich in München auf und besuchte dort die Oberrealschule. Seine Eltern waren Oberinspektor Josef und Rosa (Rosl) Brenner, geborene Förster. Nach dem Militärdienst studierte er Literatur, Kunst und Psychologie an den Universitäten München und Göttingen. Seine Ausbildung zum Schauspieler erhielt er an den Münchner Kammerspielen bei Hermine Körner. Danach hatte er Engagements am Deutschen Theater in Berlin und Schwarzburgischen Landestheater in Rudolstadt, wo er bis 1933 als Schauspieler und Dramaturg tätig war. Anschließend arbeitete er als Regisseur, Dramaturg und Schauspieler an den Stadttheatern in Bamberg (1934 bis 1937), Koblenz (1937/1938) und Regensburg (1939 bis 1941) und am Schauspielhaus Königshütte der Städtischen Bühnen Kattowitz (1941 bis 1944). In den Sommern bis 1941 wirkte er bei Festspielen am Bergwaldtheater Weißenburg, Heidecksburg in Rudolstadt und Luisenburg in Wunsiedel.
Neben seiner Bühnentätigkeit betätigte Brenner sich als Autor von Gedichten, Erzählungen und Bühnenstücken. 1920 erschien seine erste Gedichtsammlung, Akkorde des Lebens. Einige seiner Gedichte wurden von Franz Dannehl vertont. Gedichte von ihm erschienen auch in der Homosexuellen-Zeitschrift Der Eigene, dabei waren diese eher geschlechtsneutral und in der Du-Form gehalten. Er gehörte zu Beginn der 1930er Jahre dem Wissenschaftlich-humanitären Komitee an, das sich gegen antihomosexuelle Strafgesetze einsetzte. Zu dieser Zeit lernte er Kurt Hiller kennen, mit dem er eine jahrzehntelange Freundschaft einging.
Ein Anhänger von Brenners Lyrik war zunächst Joseph Goebbels, der ihn als eine Art Ersatz für den 1933 verstorbenen Stefan George gesehen haben soll und ihm eine silberne Ehrennadel verlieh. Als Brenner diese aber um 1937 zurückgab, führte dies zu einem Veröffentlichungsverbot seiner Werke. Wohl im Herbst 1944 wurde Brenner zum Kriegsdienst eingezogen. Er diente als Sanitätssoldat und wurde zum Theaterspiel in das KZ Auschwitz beordert. Ob und in welchem Umfang er am Widerstand gegen den Nationalsozialismus beteiligt war (z. B. mit Vermittlung von Schweizer Pässen), ist nicht endgültig geklärt.
Brenner, der in einem evangelischen Haushalt aufgewachsen war, konvertierte 1946 zum Katholizismus. Auch beruflich ging er neue Wege und begann Volkshochschul-Vorlesungen zu halten, in denen er Werke klassischer Literatur vermittelte. 1947 hielt er sich in London auf und bildete sich bei Anna Freud zu psychologischen Fragestellungen weiter. Danach war er für eine Spielzeit als Oberspielleiter und Schauspieler am Stadttheater Bamberg engagiert. 1948 wurde ein Strafverfahren nach § 175 gegen ihn eingeleitet, das im Folgejahr mit seiner Verurteilung zur gesetzlichen Mindeststrafe von drei Mark zum Abschluss kam. Daraufhin zog Brenner von Bamberg nach Augsburg um.
Zu Beginn der 1950er Jahre war Brenner arbeitslos und geriet in eine finanzielle Krise. Unterstützt von Freunden konnte er trotzdem einige Arbeiten veröffentlichen. Andere wandten sich von ihm ab, wie Kurt Hiller, der seinen Übertritt zum Katholizismus kritisch sah und 1956 den Kontakt abbrach. 1957 zog Brenner nach Frankfurt am Main, wo er bis zu seiner Pensionierung als psychologischer Mitarbeiter der Telefonseelsorge des katholischen „Hauses der Volksarbeit“ arbeitete.
Im Lauf seines Lebens brachte Brenner über 40 Bücher heraus, zuletzt überwiegend beim 1950 gegründeten Augsburger Verlag Die Brigg. Einige erschienen im Selbstverlag. Bis in die 1960er Jahre veröffentlichte er auch Gedichte in der Schweizer Homosexuellenzeitschrift Der Kreis.
1981 starb Brenner während eines Griechenlandurlaubs auf Samos und wurde in Athen begraben, später exhumiert und in Frankfurt beigesetzt. Sein Nachlass befindet sich im Deutschen Literaturarchiv Marbach (Lyriksammlungen und Einzelgedichte, Notizen zu Vorträgen und Vorlesungen, Briefe etc.) und ein Teilnachlass in der Stadtbibliothek Nürnberg.

## Werke (Auswahl)
- Akkorde des Lebens. Hohenester, München 1920.
- Abschiedsarabeske. G. W. Dietrich, München 1922.
- Märchen. Hohenester, München 1926.
- Konradinsonate. Hohenester, München 1926.
- Der Cäsar. Hohenester, München 1927.
- Ecce Homo: geistliche Gedichte. Ulrich, Heilbronn 1928.
- Musik des Herzens. Gedichte zwischen Liebenden. J. B. Hohenester, München 1928.
- Unterm Wendekreis. Die siebenundzwanzig Sonette der Freundschaft. Verlag Die Arche, Hirsau 1930.
- Die letzten Menschen: ein mythisches Oratorium. Tukan-Verlag, München 1931.
- Spiel: zeitgenössisches Puppenspiel. Tukan-Verlag, München 1932.
- Traum, Dämmerung und Tag: Gedichte. Tukan-Verlag, München 1933.
- Der Stern im Fenster: Gedichte. Tukan-Verlag, München 1936.
- Furche im Ackerland: Gedichte. Tukan-Verlag, München 1937.
- Gebete. Glock & Lutz, Nürnberg 1946.
- Des Daseins tiefste Frage: Ein Zyklus. Glock & Lutz, Nürnberg 1947.
- In der Mitte der Zeiten. Eine Sprechchorfolge für die christliche Gemeinde. (Laienspiel) Bärenreiter-Verlag, Kassel 1949.
- Der Mensch hat das Wort. G. Gebhard, Nürnberg 1953.
- Umriß in Raum und Zeit. Callwey, München 1954.
- Rondo: Gedichte. Die Brigg, Augsburg 1956.
- Du Mond. Die Brigg, Augsburg 1957.
- Im Spiegel: Poems. Die Brigg, Augsburg 1959.
- Zwölf Sonette. Callwey, München 1960.
- Die Welle rauscht, die Muschel singt. Die Brigg, Augsburg 1961.
- Arietta. Die Brigg, Augsburg 1962.
- Uhrschlag der Zeit – Herzschlag der Liebe. Die Brigg, Augsburg 1963.
- Auf Mauern und Zäune geschrieben. Die Brigg, Augsburg 1964.
- Doch wo werde ich sein dann am Ende? Die Brigg, Augsburg 1965.
- Ufer und Übergang. Die Brigg, Augsburg 1972.
- Schwebungen. Die Brigg, Augsburg 1975.
- Nachklänge, Einklang. Die Brigg, Augsburg 1977.
- Ägäische Inseln. Die Brigg, Augsburg 1979.
- Phasen des Lichts. Die Brigg, Augsburg 1980.